# Polizeiruf 110: Vollgas
Vollgas ist ein deutscher Kriminalfilm von Hartmut Griesmayr aus dem Jahr 2005. Es ist die 269. Folge innerhalb der Filmreihe Polizeiruf 110 und der 28. Fall für Schmücke und Schneider. Nachdem Schmückes Lebensgefährtin Edith an den Folgen eines Autounfalls gestorben ist, decken die Ermittler einen Ring von Händlern minderwertiger Ersatzteile auf.

## Handlung
Schmückes Lebensgefährtin Edith Reger ist mit dem Auto auf einer Landstraße unterwegs, als ihr ein Kleinwagen mit Vollgas entgegenkommt und beide Fahrzeuge zusammenstoßen. Während Edith schwer verletzt wird und erst nach Tagen im Krankenhaus verstirbt, ist die junge Frau aus dem anderen Auto sofort tot. Da einer der Polizeibeamten eine fehlende Bremsspur entdeckt, wird der Kleinwagen kriminaltechnisch untersucht. Rosamunde Weigand entdeckt dabei minderwertige Autoteile, die in dem Auto verbaut wurden. Für Schmücke ist es Ehrensache, sich um diesen Fall zu kümmern, obwohl der Kriminalrat der Meinung ist, Schneider sollte dies allein tun.
Die Kommissare erfahren vom Vater des Opfers, dass er selbst die Bremsen repariert und seine Tochter die Ersatzteile preiswert besorgt hatte. So führt die Spur zur Selbsthilfewerkstatt von Axel Jaenisch, der jedoch leugnet, die Ersatzteile verkauft zu haben. Oberzollrat Markus Kroner ist das Problem der importierten Billigersatzteile bekannt, die als Markenprodukte verkauft werden. Seit Jahren würde die Suche nach den Hintermännern der Händler vergeblich laufen, meint er. Er kennt Jaenisch schon seit der Schulzeit und hält ihn für einen absolut verantwortungsvollen Menschen, der mit diesem Ersatzteilhandel nichts zu tun habe. Die Recherchen der Kommissare kommen zu einem anderen Ergebnis. Nachdem sie Jaenisch mit einem richterlichen Durchsuchungsbeschluss drohen, wird er tags darauf erschlagen in der Nähe seiner Werkstatt aufgefunden. Ein Zeuge will einen Mann gesehen haben, dessen Beschreibung auf Günter Hoffmann passt, den Vater des Unfallopfers. Er räumt ein, mit Jaenisch gestritten, ihn aber nicht umgebracht zu haben. Obwohl alles gegen Hoffmann spricht, ermitteln Schmücke und Schneider auch noch in eine andere Richtung und stoßen dabei auf Detlef Kallus. Der Besitzer einer Importfirma für Lebensmittel war seit kurzem der Arbeitgeber von Carmen Hoffmann, der jungen Frau, die bei dem Zusammenstoß der Autos starb. Für Schmücke kann das alles kein Zufall sein, zumal Jaenisch, Kallus, Werkstattbesitzer Simrock und auch Oberzollrat Kroner seit Jahren gemeinsam in einer Handballmannschaft spielen. Sie konfrontieren Kroner mit ihren Vermutungen und dieser zeigt sich mehr als überrascht und enttäuscht zugleich. Er gibt an, dass er seinen Freunden jahrelang vertraut hat und von ihnen unbemerkt ausgehorcht wurde. Daher arbeitet er mit Schmücke und Schneider zusammen, um Kallus und Simrock zu überführen. Er lässt sich „verkabeln“, damit die Kommissare alles mithören können, und trifft sich mit den beiden Verdächtigen in einem Restaurant. Er legt ihnen nahe, ihre Geschäfte aufzugeben, und lässt sich dann von ihnen das Versteck der Teile zeigen. Dort warten bereits die Polizeibeamten, denen es gelungen war, das Versteck zu finden, und nehmen Kallus und Simrock fest. Letzterer räumt dabei ein, auf Anweisung von Kallus Jaenisch beseitigt zu haben, weil Jaenisch nach dem tödlichen Unfall aus dem Geschäft aussteigen wollte und damit drohte, alle ihre Aktivitäten offenzulegen.

## Produktionsnotizen, Veröffentlichung
Vollgas wurde vom 1. September bis zum 29. September 2004 in Halle (Saale) und Umgebung gedreht und am 11. September 2005 im Ersten zur Hauptsendezeit erstmals ausgestrahlt. Marita Böhme beendete mit diesem Polizeiruf ihre Rolle als Edith Reger.

## Rezeption

### Einschaltquote
Die Erstausstrahlung von Vollgas am 11. September 2005 wurde in Deutschland von 8,74 Millionen Zuschauern gesehen und erreichte einen Marktanteil von 25,4 Prozent für Das Erste. Bei der werberelevanten Zielgruppe der 14- bis 49-Jährigen ergibt sich ein Anteil von 2,58 Millionen Zuschauern und einem Marktanteil von 16,8 Prozent.

### Kritik
Die Kritiker von TV Spielfilm hielten den Daumen zur Seite und waren der Ansicht, der Fall war interessant, „aber die Altherrenkripo wirkt doch etwas betulich“. Das auf den Titel bezogene Fazit lautete: „Vollgas? Hier herrscht eher Schritttempo“.